# Le Quattro Colonne

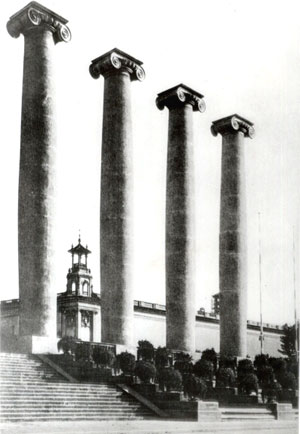
Le Quattro Colonne originali

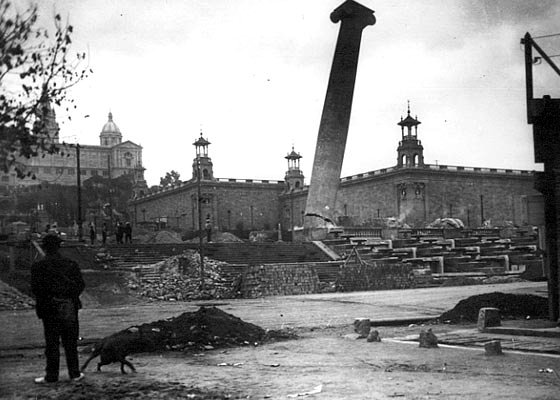
Demolizione delle colonne

Le Quattro Colonne (in catalano Les Quatre Columnes) erano quattro colonne con capitelli ionici, realizzate nel 1919 dall'architetto Josep Puig i Cadafalch, che erano collocate nel luogo in cui oggi si trova la Font màgica de Montjuïc di Barcellona.

## Storia
Le colonne, alte circa 20 metri, simboleggiavano le quattro fasce della senyera e dovevano esser sormontate da figure rappresentative di quattro importanti vittorie militari. Per tale ragione è probabile che fossero destinate a diventare uno dei simboli del nazionalismo catalano e quindi invise alla dittatura di Primo de Rivera che le fece demolire nel 1928, in modo che non beneficiassero della visibilità che poteva dar loro l'Esposizione Universale del 1929 che si sarebbe celebrata ai piedi del Montjuïc.
Nel 2010 le colonne sono state ricostruite, con un'altezza 18,7 metri per meglio armonizzarsi con l'ambiente circostante, e sono state collocate a distanza di pochi metri dal posto d'origine.